# Município de Kinnakeet (condado de Dare, Carolina do Norte)
O município de Kinnakeet (em inglês: Kinnakeet Township) é um localização localizado no  condado de Dare no estado estadounidense da Carolina do Norte. No ano 2010 tinha uma população de 1.451 habitantes.

## Geografia
O município de Kinnakeet encontra-se localizado nas coordenadas 35° 33′ 41,24″ N, 75° 28′ 32,54″ O.